# Лисаковський Анатолій Іванович
Анатолій Іванович Лисаковський (27 січня 1947 , Одеса  — 26 вересня 1982 , Одеса ) — радянський футболіст, нападник. Майстер спорту СРСР.

## Кар'єра
Починав грати в 1965 році в дублі одеського «Чорноморця». У 1966 році виступав за «Автомобіліст» (Одеса). З 1967 року — в СКА Одеса.
У липні 1969 року перейшов в ЦСКА (Москва), за який провів два матчі — 17 липня в чвертьфінальній грі Кубка СРСР проти «Динамо» Київ (1:0, д. ч.) вийшов на 57-й хвилині, і 8 серпня в матчі чемпіонату проти «Торпедо» Кутаїсі (1:0), вийшов після перерви.
У 1970—1971 роках грав у вищій лізі за «Зорю» (Ворошиловград). У 1972 році разом з ташкентським «Пахтакором» вийшов у вищу лігу, де в наступному сезоні в 17 іграх забив 5 м'ячів.
Кар'єру в командах майстрів завершив в 1974 році в команді другої ліги «Кривбас» (Кривий Ріг).

## Особисте життя
Сестра Алла — дружина Валерія Поркуяна. Син Андрій — футболіст і суддя.
Помер в 1982 році у віці 35 років. Похований в Одесі на 2-му Християнському кладовищі.